# 益田郵便局
益田郵便局（ますだゆうびんきょく）は、島根県益田市にある郵便局。民営化前の分類では集配普通郵便局であった。

## 概要
住所：〒698-8799 島根県益田市常盤町4-15

### 出張所（局外ATM）
民営化前は以下の場所に出張所としてATMを設置していた。現在も同じ場所にATMがあるが、管理はゆうちょ銀行広島支店となっている。
- 益田サティ内出張所
- ゆめタウン益田内出張所

## 沿革
- 1872年8月4日（明治5年7月1日） - 益田郵便取扱所として開設[1]。
- 1875年（明治8年）1月1日 - 益田郵便局（五等）となる。
- 1876年（明治9年）5月 - 益田本郷郵便局に改称。
- 1882年（明治15年） - 為替・貯金取扱を開始。
- 1890年（明治23年）4月1日 - 再び益田郵便局に改称。
- 1894年（明治27年）2月16日 - 益田郵便電信局となる。
- 1903年（明治36年）4月1日 - 通信官署官制の施行に伴い益田郵便局となる。
- 1956年（昭和31年）10月1日 - 電話通話および和文電報受付事務の取扱を開始[2]。
- 1958年（昭和33年）12月11日 - 益田市大字益田から同市大字上吉田に移転。
- 1990年（平成2年）8月27日 - 益田市有明町から同市常盤町に移転。
- 1991年（平成3年）10月1日 - 外国通貨の両替および旅行小切手の売買に関する業務取扱を開始。
- 1998年（平成10年）3月23日 - 波田郵便局（〒698-0499→〒698-0411）から集配業務を移管。
- 2007年（平成19年）10月1日 - 民営化に伴い、併設された郵便事業益田支店に一部業務を移管。
- 2012年（平成24年）10月1日 - 日本郵便株式会社発足に伴い、郵便事業益田支店を益田郵便局に統合。

## 取扱内容
- 郵便、印紙、ゆうパック、内容証明
- 貯金、為替、振替、振込、国際送金、外貨両替・トラベラーズチェック、国債、投資信託
- 生命保険、バイク自賠責保険、自動車保険
- 地方公共団体事務（益田市バス回数券の販売）
- ゆうちょ銀行ATM
- 益田市内の一部地域（〒698-00xx、698-85xx、698-86xx、698-87xx、698-04xx）の集配業務
- ゆうゆう窓口

## 周辺
- 益田市役所
- 益田市立図書館
- キヌヤ
- 島根県芸術文化センター グラントワ
- 石西文化会館
- 国道9号
- 国道191号

## アクセス
- JR山陰本線・山口線 益田駅から徒歩約11分
- 石見交通バス 市立図書館前停留所下車
- 駐車場あり：14台